# Ghislaine Arabian
Pour les articles homonymes, voir Arabian.
Ghislaine Arabian, née le 3 août 1948 à Croix (Nord), est une chef cuisinière française. En 1995, elle obtient deux étoiles au Guide Michelin pour son restaurant Pavillon Ledoyen à Paris.

## Biographie
D'origine belge, Ghislaine Arabian est née à Croix, près de Roubaix, et a passé son enfance dans le Nord. Elle y commence sa carrière comme standardiste à Roubaix chez Guilbert, une entreprise de vente de fournitures de bureau.
C'est une spécialiste des cuisines flamande et française. Elle tire parti de chacune de ces influences dans ses recettes. Dès la fin des années 1970, elle officie à Lille dans l'établissement crée avec son époux : "Le restaurant", place Sébastopol. De 1992 à 1998, elle officie au Pavillon Ledoyen et demeure la seule femme à cette période à avoir obtenu deux étoiles au Guide Michelin.
En 1994, elle reçoit le Trophée des femmes en or.
En 2007, elle reprend le restaurant Les Petites Sorcières, dans le 14e arrondissement de Paris, pour le transformer en un « néo-bistrot ».
De 2010 à 2014, elle fait partie du jury de l'émission télévisée Top Chef diffusée sur M6.

## Vie privée
Elle a été mariée avec Jean-Paul Arabian. De leur union naissent deux enfants. Ils se séparent en 1997. Le dimanche 17 avril 2016, elle se confie dans l'émission Sept à Huit, où elle accuse son dernier compagnon de violences conjugales,.

## Émissions
- 2010-2014 : Top Chef saisons 1 à 5 (M6)
- 2017 : Gaspillage alimentaire (M6)
- 2017 : SOS cantine, les chefs contre-attaquent (M6)[9]